# 张维屏
张维屏（1780年—1859年），字子树，號南山，又號松心子，广东番禺人，原籍浙江山陰。清朝政治人物、诗人，進士出身。與黃培芳、譚敬昭號稱粵東三子，是嘉道年間嶺南詩壇領袖，清代詩話及詩學繁榮中的重要人物，被稱為廣東近代第一個重要的詩人。

## 生平
清乾隆四十五年（1780年）於廣東番禺縣東墺（今廣州市越秀南路清水濠）出生。
乾隆五十八年（1793年）名列廣東番禺童子應試榜首，知縣因而賜張“南山”之名。道光二年（1822年）中壬午恩科進士。
道光丙戌（1826年）張父病逝，張離職守制，回鄉治喪，於清水濠舊居之東數百步建新居。
道光十年（1830年）同林则徐、黄爵滋、龚自珍等在北京结宣南诗社。於江西南康府知府任內，被清廷派任台灣擔任台灣府知府，不過他以母年高望闕拜辭。

### 晚年
道光十六年（1836年）辭官歸廣州，租住在芳村的潘家東園（六松園），臨近羊城八景之一的大通寺。到1845年由於潘家衰落，東園被十三行另一富商伍家買下，更名馥蔭園。張維屏只得再遷。後張維屏之子在大通寺東覓得一地修建園林，供其父娛老之用。由於園中樹木以水松居多，張維屏又喜聽賞風卷松濤的聲音，故命名其做聽松園。
1839年曾與林則徐共商禁煙大計。1839至1848年鴉片戰爭期間，曾與何玉成等士紳組織過團練。到1857年第二次鴉片戰爭時期，張被迫遷居廣州城西泌沖。咸豐九年（1859年）于清水濠病逝，葬于廣州城東北銀坑嶺。

## 著作與收藏
1837年其創作過《桂遊日記》，被認為可以與范成大《驂鸞錄》、陸遊《入蜀記》等名著永世並存。
鸦片战争后，殖民主义者的入侵激发了他的爱国热情，写下很多反映鸦片战争的诗歌。《三元里》為他的代表作。晚年也自署珠海老漁、唱霞漁者。其亦喜收書藏書，以清代文集居多，藏書樓有南雪樓、聽松園、松心草堂、還讀我書齋等。
個人有不少詩作寫的是文人“吞花臥酒，弄月嘲風”的閒情逸趣，有輯刊《國朝詩人征略正續集》（又《國朝詩人徵略》。還著有《松心詩集》、《松心十錄》、《松心草堂集》、《花地集》等，後人曾於1994年代編成《张南山全集》匯集張維屏所著。

## 備註
1. ↑  新居後變成聚賢坊，即明代嶺南詩派代表、南園五先生結詩社附庸風雅之所。

## 延伸阅读
[在维基数据编辑]
 在维基文库阅读此作者作品（ 在维基共享资源阅览影像）
 《清史稿/卷486》，出自趙爾巽《清史稿》